# Pasiego
Pasiego (pasiegu en dialecte pasiego) és el nom que rep l'habitant dels territoris de La Pasieguería. Aquest territori comprèn les capçaleres de les valls dels rius Miera, Pisueña i Pas, a Cantàbria, així com les quatre valls més septentrionals d'Espinosa de los Monteros, a Burgos. També és utilitzat el gentilici pasiego per als habitants d'àrees adjacents que, si bé no pertanyen a La Pasieguería, segueixen o van seguir els usos i costums tradicionals dels pasiegos, com ara la trasterminància, l'ús del cuévano i la construcció de cabanes a l'estil pasiego.
Administrativament, la part càntabra del territori tradicionalment pasiego s'engloba en la moderna comarca dels Valles Pasiegos, que comprèn, a més de La Pasieguería, les valls de Luena, Carriedo, Toranzo i Cayón. Per aquest motiu, s'usa de vegades el gentilici pasiego per referir-se als habitants de tota la comarca, encara que aquest no ha estat l'ús tradicional i resulta més apropiat usar per a cada vall el seu propi gentilici: carredano, torancés, cayonés, etc.

## Etimologia
Diu Lasaga Larreta haver vist a l'España Sagrada que el riu Pas rebia el nom de "Gurueva" al voltant del segle x, nom conservat en el del barri de La Gurueba, en Vega de Pas. Però existeixen cites més antigues en les quals es refereixen al riu amb el nom actual. La més antiga coneguda es troba en un pergamí de donació del comte Gundesindo de l'any 816 d'unes heretades al monestir de Fístoles, que es creu estava en la localitat de Esles. El document es troba en el fons espanyol de l'Acadèmia de les Ciències de Sant Petersburg, a Rússia, encara que se'n conserva una còpia del s. XVIII en l'Arxiu de Silos. En la donació s'esmenta la vila “que dicunt Eçe cum suos monasterios, sancte Marie et Sancti Petri et Pauli que est juxta flumen que dicunt Pas”. La denominació Pas pot documentar-se posteriorment en el s. XI, en una donació al monestir de San Salvador de Oña pel comte Sanç I Garcia de Castella el 1084. Alguns estudiosos defensen des del segle xviii que aquest nom prové del llatí PAX (pau), al·ludint a una possible pau entre càntabres i romans, encara que aquesta teoria sembla recolzar-se més en tradicions llegendàries que tindrien el seu origen en la interpretació del vicari de la Vega, Fernández Alonso, de la Chronica de los Príncipes de Asturias y Cantabria referida per ell al geògraf Tomás López. Altres, com Lasaga Larreta, defensen la teoria una mica anterior que aquest prové de la paraula passagio, que addueix a un impost que s'havia de pagar a Castella pel trànsit de bestiars. Aquest tribut es va generalitzar en l'edat mitjana, en l'època en què pot trobar-se el topònim Pas en fonts escrites. Finalment, altres com Adriano García Lomas atribueix l'origen de la veu al llatí passus (pas), o “gola estreta i difícil d'una muntanya”.

## Història
Els pasiegos són esmentats potser per primera vegada l'any 1011 amb la donació del comte Sanç I Garcia de Castella dels drets de pasturatge a les muntanyes del Pas (al costat dels rius Miera i Pas) i moltes altres zones al monestir de San Salvador d'Oña. A partir de 1206 una zona més reduïda i corresponent amb aquestes muntanyes va passar a dependre d'Espinosa de los Monteros gràcies a la Carta donant del Rei Alfons VIII als seus Monteros de Cambra, i es van ser poblant encara que en el segle XV encara era una zona poc habitada. Aquesta vila, Espinosa de los Monteros, fou la seva capital econòmica, administrativa i espiritual durant segles fins a la contenció i creació de la parròquia de Santa María com a municipi cap al 1600.
Així descrivia en 1816 Alexandre de Laborde en el seu Itinerario descriptivo de las provincias de España a les gents de la vall del Pas:
| « | Els seus habitants, coneguts amb el nom de paciegos, es dediquen comunament al tràfic de mussolina i altres teles, estenent-se per totes les províncies d'Espanya. És d'admirar la robustesa i valor de les paciegues, qui per una marxa, carreguen sobres les seves esquenes, un cuévano ple de mercaderies d'un pes considerable. Els seus costums són sens dubte molt dures, doncs es conserven sanes, i generalment són preferides per a nodrisses en la cort i en molts altres llocs de consideració. No obstant això, no es pot negar que els paciegos són massa afeccionats al contraban, i sota aquest aspecte causen gravíssims perjudicis a la Hisenda, contribuint a això tant les dones com els homes. Aquests usen destrament d'un pal llarg i gruixut per a saltar rierols i brenyes, fugint de les rondes del resguard. | » |

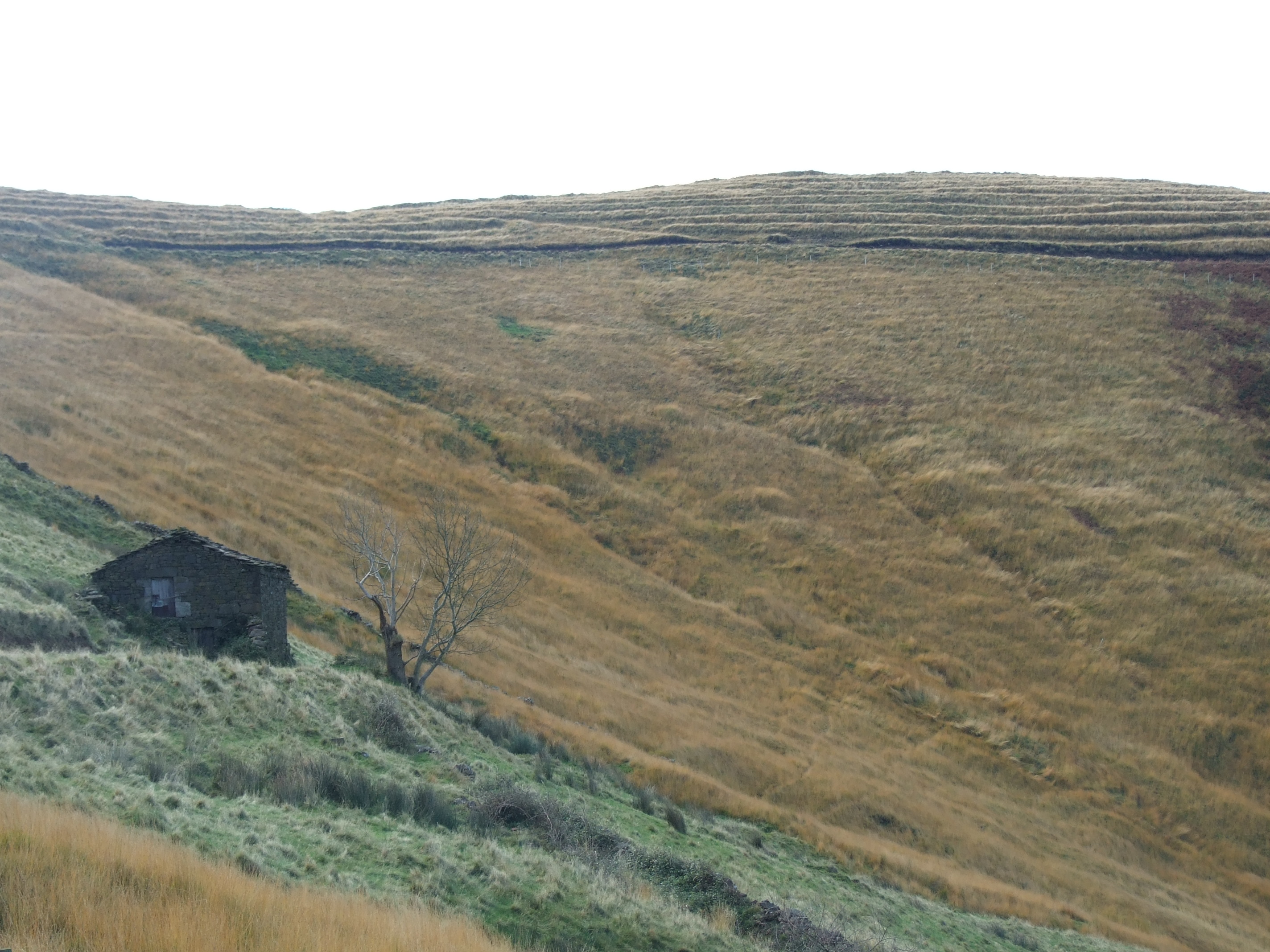
Cabana pasiega vora Pisueña.

La pasiega ha estat sempre una societat de pastors ètnicament ben definida i delimitada geogràficament: les valls altes del Pas, Miera, i Pisueña, tots dins dels límits de Cantàbria i les muntanyes de Burgos. Són valls de terreny trencadís i pendents escarpades. Hi abunden els prats i boscos naturals, en una àrea geològica de caràcter càrstic. La població està disseminada en habitatges de pastors amb una tipologia específica, denominades cabanes pasiegues. La seva economia sempre ha girat entorn de la ramaderia vacuna lletera. Han practicat una ramaderia trasterminant que els portava a realitzar règims de mudança des de les zones de pastures de muntanya a altres en els fons de les valls. Aquest acte, anomenat "muda" i tot el que comportava, va repercutir en l'etnografia de l'àrea pasiega, des de l'arquitectura dels habitatges pasiegos fins al paisatge de les valls. No obstant això, el caràcter trasterminant dels pasiegos pràcticament ja ha desaparegut. No la seva economia ramadera, dedicada a la venda de bestiar boví i llet, que de sempre ha tingut una presència comercial més enllà dels mercats locals o regionals. Van ser bons ramaders. Van introduir la raça de vaca frisona durant la segona meitat del segle xix, la qual cosa va transformar de manera substancial l'economia pasiega per ser un animal de superior producció lletera.
Espinosa de los Monteros, a la província de Burgos. és una de les quatre Valls Pasiegues, la més extensa i pobladas, i l'única pertanyent a la província burgalesa. La Vall d'Espinosa de los Monteros es divideix en quatre valls pasiegues com són les de Rioseco, La Sía, Lunada (la més ample) i Estacas de Trueba, la més lluminosa i poblada.

## Classificació
Sempre han mantingut un caràcter aïllat, la moderna recerca genètica els ha trobat afinitats amb el nord d'Àfrica. En haplogrups del cromosoma masculí Y en l'ADN se'ls han trobat, i en un altíssim percentatge (21,1%), l'anomenat "berber" E1b1b1b (M81), característic del Magrib i absent en la pràctica totalitat del continent Europeu amb excepció de la península Ibèrica.
Existeixen diverses teories que tracten de trobar una explicació als seus orígens i caràcter multiètnic propi. La més fàcil d'adjudicar i d'estesa llegenda per tota la península per a altres grups, sospitosos estar en impuresa i amb xenofòbia, és la que afirma que aquests haplogrups van ser introduïts per la reubicació de poblacions mossàrabs (durant la Reconquesta) o, més difícilment encara, per l'assentament de població morisca en diverses àrees de l'antiga Corona de Castella, per dispersar a aquestes poblacions després de la Revolta de les Alpujarras en l'antic Regne de Granada. No obstant això, aquestes van ser fetes en temps històrics que es van recollir en documentació, i les muntanyes de Pas i la seva jurisdicció prohibien des del regnat dels reis Catòlics la residència a les valls de persones de religió heretge o conversos. Així mateix caldria destacar la importància del porc en l'alimentació tradicional dels pasiegos, exclosa aquesta de les dietes dels moriscs pròpies de la religió musulmana.
És també conegut, l'assentament de soldats d'origen eslau, en territoris d'Al-Andalus, com a part dels exèrcits musulmans. La resta dels haplogrups masculins són majoritàriament els més comuns en l'Oest europeu, encara que també es presenten el haplogrup G i R1a (7,3% i 18,3% respectivament) poc freqüents a Europa Occidental, però més comuns a l'Est europeu.
No obstant això, el principal haplogrup del cromosoma masculí Y és, igual que en la resta d'Europa Occidental, el R1b1a2 (R-M269), que el té un 45,8% de la població pasiega.
És també marcada la seva relació amb poblacions humanes distants, a través de l'ADN mitocondrial femení en els seus haplogrup O6 (més comú també a Àfrica) i el haplogrup V del que es creu que és el seu element humà més antic i precursor, ja que són trobats tots dos també entre altres poblacions de l'Europa Atlàntica, i es creu que són les que van emigrar cap al Nord europeu després de l'última Glaciació, al començament del Mesolític, trobant-se en percentatge més alt entre el poble sami, però de variació genètica interna menor, d'on és evident la seva filiació com a "brots menors" i posteriors, encara que demogràficament siguin més nombrosos avui dia que en la península Ibèrica.

## Dialecte
El dialecte pasiego (pasiegu) pertany al grup oriental dels dialectes muntanyesos, sent-ne una varietat molt distintiva i, tal vegada, la millor conservada. Alguns consideren el pasiego un parla de transició entre el castellà i l'asturlleonès.

### Classificació
El dialecte pasiego presenta la majoria de les característiques fonamentals dels dialectes asturlleonesos que va descriure el famós lingüista Ramón Menéndez Pidal. Les que segueixen en major ús són:
- L'epéntesis de la iod en la terminació de les paraules és molt freqüent. Exemples: lluvizniar ([ʎubiθ̬nj'äɾ]): ploviscar; hipiar ([ipj'aɾ]): singlotar.
- Les vocals finals són tancades. Existeixen tres fonemes finals: /i/, /o/ i /a/, presentant aquest últim al·lòfons que tenen a tancar-se, com [ɐ], [ɜ] o fins i tot [ə]. Exemples: Selaya [es'laʝɜ]: Selaya.
- La r de l'infinitiu s'assimila amb la consonant inicial del pronom enclític. Exemple: cansasi: cansar-se.
- Els verbs incoatius tenen [θ] analògica en totes les seves formes. Exemples: merezu: mereixo; conduzu: condueixo.

Les que han decaigut més ràpidament i mostren avui un pitjor estat de conservació:
- Diftong en la terminació de l'imperatiu plural. Exemple: "ayudai": ajudeu.
- Conservació del grup consonàntic -MB- llatí. Exemple: lambión: llaminer.
- El primer element del grup llatí dental/labial + consonant dona -l- en algunes formes. Exemple: acaldar: recollir, preparar.

Alguns fenòmens propis de les parles asturlleoneses no es donen en absolut en la parla pasiega:
- Palatalització de la L- inicial llatina. Exemple: asturià central Lluna contra pasiego luna.

### Distribució
Avui dia el dialecte ha experimentat una forta reculada, conservant-se en uns pocs enclavaments a les zones més remotes de la comarca i relegat a l'ús familiar o de les persones majors. En cas de no executar-se accions urgents, el pasiego desapareixerà per sempre en alguns anys, a mesura que els seus últims parlants vagin morint.
Tanmateix si ens atenim al fet més distintiu del dialecte pasiego, la metafonia vocàlica, podríem parlar que fa relativament poques dècades era possible parlar d'una distribució molt més àmplia, existint registre del seu ús actiu en la totalitat del territori dels municipis de Vega de Pas, San Pedro del Romeral i San Roque de Riomiera, així com la majoria del territori dels municipis de Selaya, Espinosa de los Monteros i algunes zones de Villacarriedo i Luena; fins i tot en territoris que es consideren tradicionalment fora de la Pasieguería, com Saro, Santa María de Cayón, Penagos, Liérganes, Arredondo o Soba.

#### Subdivisions
Dins del pasiego, i a les seves zones de millor conservació, és possible fer una subdivisió del dialecte atenent a alguns trets marginals. Així separaríem:
- Subdialecte meridional: que comprendria Vega de Pas, San Pedro del Romeral i valls d'Espinosa de los Monteros. Aquest subdialecte està més exposat a l'influx del castellà, especialment del castellà rural, més vulgar.
- Subdialecte septentrional: que comprendria San Roque de Riomiera i les capçaleres de Selaya: Pisueña, Campillo i Bustantegua. Aquest subdialecte està menys exposat al castellà i manté un nombre més gran d'arcaismes.
  - Tancament de l'-a final fins a aconseguir un timbre similar al d'una -i oberta.
  - Tendència a ensordir la vocal final.

El subdialecte meridional té una única desinència verbal per a la 1a. i 2a. persones del plural (nosaltres i vosaltres) dels verbs de la 2a. i 3a. conjugació (-er, -ir), mentre que el subdialecte septentrional manté una distinció. Existeixen nombroses diferències de vocabulari.

## Pasiegos destacats
- Enrique Diego-Madrazo y Azcona (Vega de Pas), conegut com a doctor Madrazo. Cirurgià.
- María Isabel Fernández Gutiérrez (Selaya), medallista olímpica en judo.
- Jesús Ibáñez Alonso (San Pedro del Romeral), catedràtic de sociologia en la Universitat Complutense de Madrid.